# Zigomicosi
La zigomicosi és el terme més global que existeix per referir-se a les infeccions causades per fongs del fílum zigomicets. No obstant això, a causa que el fílum zigomicets ha estat identificat com polifilètic, i no és inclòs en els sistemes actuals de classificació fúngica, les malalties a les quals pot al·ludir el terme tradicional zigomicosi serveix per anomenar de manera específica altres micosis, incloent mucormicosi (de l'ordre Mucorales) i basidiobolomicosi (de l'ordre Basidiobolus). Tot i que rares, aquestes malalties fúngiques poden arribar a implicar risc vital i generalment afecten la cara i la cavitat orofaríngia.

## Etiologia

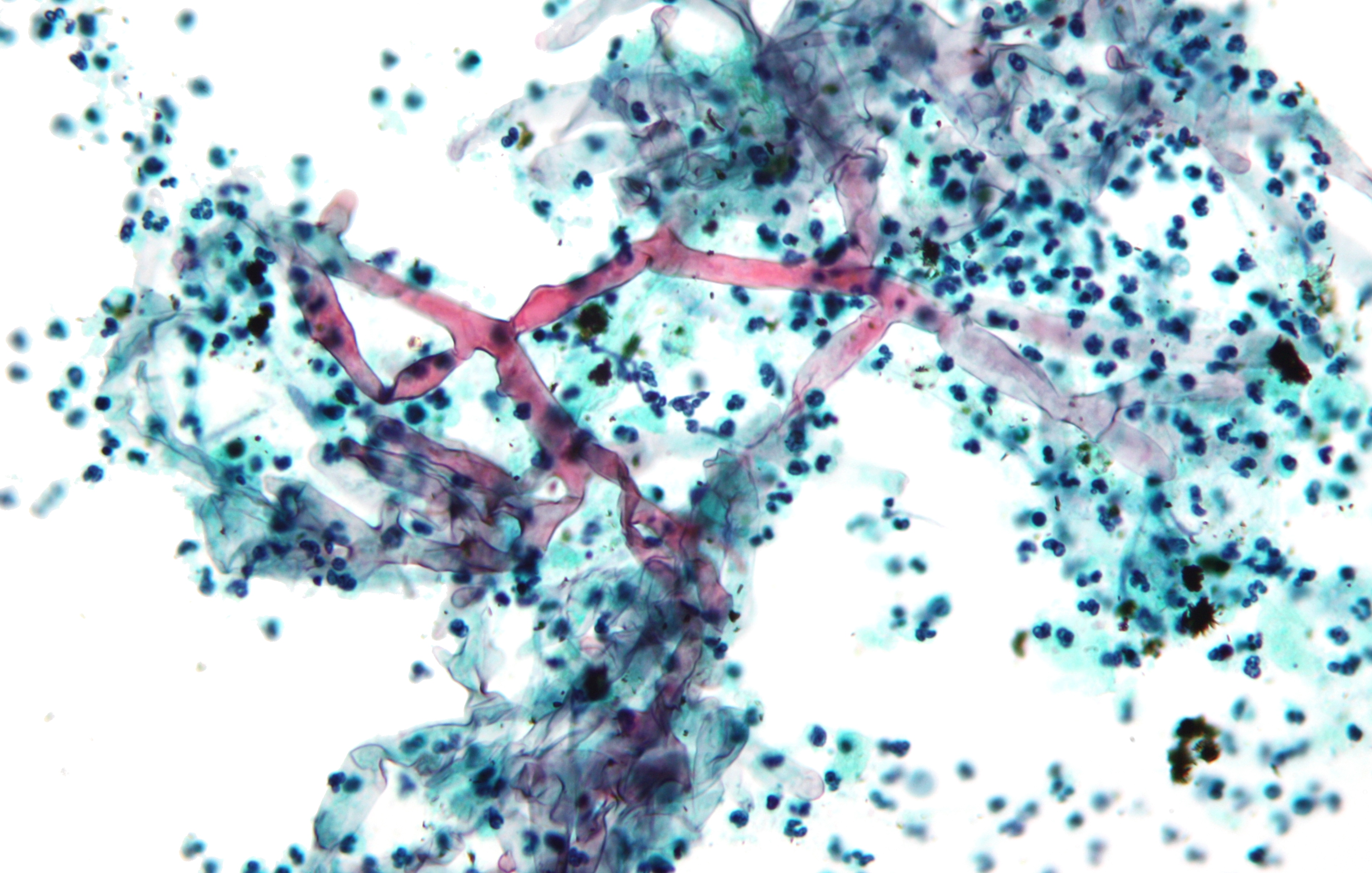
Micrografia mostrant una infecció per zigomicets.

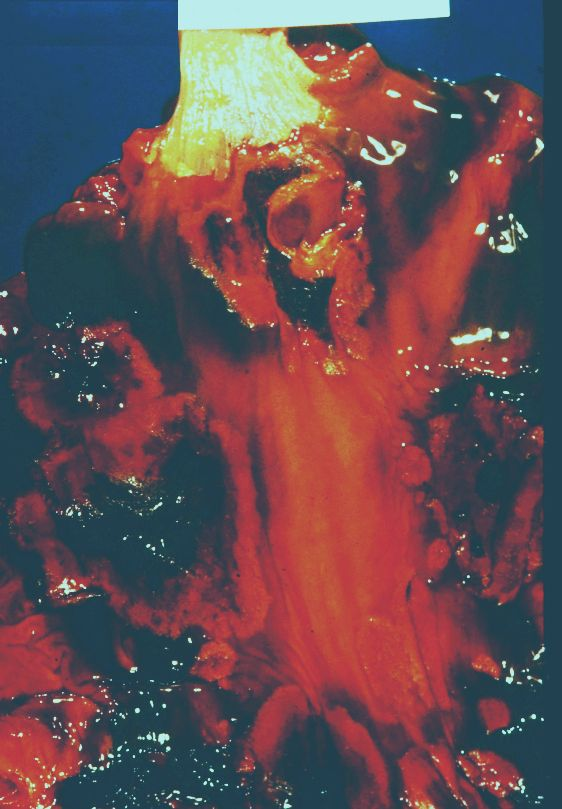
Úlceres en una mucormicosi gàstrica fatal

La zigomicosi és causada per espècies de dos ordres Mucorales i Entomophthorales, essent el primer el que produeix major quantitat d'infeccions Aquestes malalties són conegudes com a "mucormicosi" i "entomophthoramicosi", respectivament.
- Ordre Mucorales (mucormicosi)
  - Família Mucoraceae
    - Absidia (Absidia corymbifera)
    - Apophysomyces (Apophysomyces elegans)
    - Mucor (Mucor indicus)
    - Rhizomucor (Rhizomucor pusillus)
    - Rhizopus (Rhizopus oryzae)

  - Família Cunninghamellaceae
    - Cunninghamella (Cunninghamella bertholletiae)

  - Família Thamnidiaceae
    - Cokeromyces (Cokeromyces recurvatus)

  - Família Saksenaeaceae
    - Saksenaea (Saksenaea vasiformis)

  - Família Syncephalastraceae
    - Syncephalastrum (Syncephalastrum racemosum)

- Ordre Entomophthorales (entomophthoramicosi)
  - Família Basidiobolaceae
    - Basidiobolus (Basidiobolus ranarum)

  - Família Ancylistaceae
    - Conidiobolus (Conidiobolus coronatus/Conidiobolus incongruus)

## Fisiopatologia
Les infeccions del tipus zigomicòtic són freqüentment provocades per fongs trobats a terra i en els vegetals en descomposició. La majoria de persones es veuen exposats a aquest tipus de fongs i l'ésser humà normalment pot combatre de manera adequada aquest tipus d'infeccions, però aquells individus amb alteracions immunològiques resulten més propensos a desenvolupar una possible infecció. Aquests tipus d'infeccions també són comuns després de desastres naturals, com ara tornados i terratrèmols.

## Quadre clínic
La condició pot afectar el tracte gastrointestinal o la pell. En els casos no associats a lesions, usualment comença al nas i a les cavitats paranasals, sent una de les infeccions fúngiques de més ràpida disseminació Símptomes comuns inclouen trombosi i necrosi del teixit tissular.

## Tractament
El tractament consisteix d'un atac intensiu de fàrmacs antifúngics, a més de cirurgia per remoure el teixit infectat. El pronòstic varia segons l'àrea afectada i de les circumstàncies de l'hoste.

## Oomicosi en animals
El terme oomicosi es fa servir per a les infeccions produïdes per fongs de la classe oomicets Aquelles infeccions són més comuns en animals, principalment en cavalls i gossos. Aquests agents són de l'ordre Heterokontophyta del regne protista, no sent fongs veritables. S'inclou la pitiosi (causada per Pythium insidiosum) y la lagenidiosi. La zigomicosi fue descrita en un gat, on la infecció fúngica de la via respiratòria superior va conduir a una malaltia respiratòria que va requerir l'eutanàsia de l'animal.